# 名探偵コナン主題歌集
『名探偵コナン主題歌集』（めいたんていコナンしゅだいかしゅう）は、青山剛昌原作のテレビアニメ『名探偵コナン』の主題歌集。

## 概要
- 当時のポリグラムグループが担当した、初代及び2代目オープニング・エンディング曲と、挿入歌が収録されている。
- 「Feel Your Heart」は、テレビでのオンエアに使われた短いものが収録されている。
- 次作以降の主題歌集はB-Gram RECORDS系レーベルとなり『THE BEST OF DETECTIVE CONAN』と銘打たれているが、同シリーズには当アルバムの楽曲が収録されていない。当アルバムとTHE BEST OF DETECTIVE CONANシリーズを揃えると、「TRUTH〜A Great Detective of Love〜」以外の主題歌を網羅することができる。なお、ポリグラムが担当した名探偵コナンの主題歌には、劇場版『時計じかけの摩天楼』が別に存在するが、こちらは『THE BEST OF DETECTIVE CONAN 〜The Movie Themes Collection〜』に収録される格好となっている。

## 収録曲
| #         | タイトル                                             | 作詞                 | 作曲                 | 編曲                         | 備考                                            | 時間  |
| --------- | ---------------------------------------------------- | -------------------- | -------------------- | ---------------------------- | ----------------------------------------------- | ----- |
| 1.        | 「胸がドキドキ」(↑THE HIGH-LOWS↓)                    | 甲本ヒロト・真島昌利 | 甲本ヒロト・真島昌利 | ↑THE HIGH-LOWS↓              | オープニングテーマ 1996年1月8日 - 1996年8月26日 | 4:12  |
| 2.        | 「そばにいるから」(↑THE HIGH-LOWS↓)                  | 甲本ヒロト・真島昌利 | 甲本ヒロト・真島昌利 | ↑THE HIGH-LOWS↓              | 挿入歌                                          | 5:25  |
| 3.        | 「STEP BY STEP」(ZIGGY)                              | 森重樹一             | 森重樹一             | ZIGGY                        | エンディングテーマ 1996年1月8日 - 1996年7月29日 | 4:27  |
| 4.        | 「HAPPY END」(ZIGGY)                                 | 森重樹一             | 森重樹一             | ZIGGY                        | 挿入歌                                          | 3:14  |
| 5.        | 「Feel Your Heart (TV OPENING EDIT)」(VELVET GARDEN) | 室井美樹             | 川添智久             | 神長弘一・川添智久・月光恵亮 | オープニングテーマ 1996年9月2日 - 1997年3月17日 | 2:32  |
| 6.        | 「迷宮のラヴァーズ」(heath)                          | 森雪之丞             | heath                | heath・杉山勇司              | エンディングテーマ 1996年8月5日 - 1997年3月10日 | 4:06  |
| 合計時間: | 合計時間:                                            | 合計時間:            | 合計時間:            | 合計時間:                    | 合計時間:                                       | 23:56 |